# Banting (månekrater)
Banting er et lille, skålformet nedslagskrater på Månen. Det befinder sig på Månens forside nær midten af Mare Serenitatis, og det er opkaldt efter den canadiske forsker og nobelpristager Frederick Banting (1891-1941).
Navnet blev officielt tildelt af den Internationale Astronomiske Union (IAU) i 1973,  for at ære hans medicinske bidrag til menneskeheden, især hans medvirken til opfindelse af penicillinet. Før det blev omdøbt af IAU, hed krateret "Linné E".
Maret i nærheden er fladt og og næsten helt uden overfladetræk af interesse.

## Måneatlas
- Billeder af Bantingkrateret i LPI-måneatlasset